# Kelmenfy László
Kelmenfy László, családi nevén nemes kelemenfalvai Hazucha Xavér Ferenc (Nagyvárad, 1815. december 1. – Buda, 1851. április 21.), mérnök, író, kritikus, drámaíró, fordító; a Kisfaludy Társaság tagja.

## Pályája
1831-ben a szintén nagyváradi születésű Szigligeti Ede tanulótársával önképzőkört alakítottak. 1832-ben Pestre ment és orvosi tanfolyamra iratkozott be, közben irodalommal kezdett foglalkozni. 1838-ban a Munkácsy János által szerkesztett Rajzolatok segédszerkesztője volt. Rövid ideig egy szegedi nyomdában dolgozott, végül félbehagyva orvosi tanulmányait a mérnöki pályát választotta. 1839-től 1843-ig Pesten mérnöki tanulmányokat folytatott. 1843-tól 1848-ig az országos építészeti hivatalban dolgozott. 1848. február 6-án a Kisfaludy Társaság tagjául választotta. A szabadságharc idején a Honvédelmi Bizotmánnyal Debrecenbe tartott, ezért 1849 végén elbocsátották állásából és állás nélkül maradt. Hosszan elhúzódó tüdőbetegsége korán, harmincöt évesen sírba vitte.
Hivatást érzett a lapszerkesztéshez, de ilyen irányú próbálkozásai sikertelenek maradtak. A Rajzolatokban, később az Irodalmi Őrben és az Életképekben jelentek meg kritikái, főként színművekről (utóbbiban Vas Andor név alatt). Kritikai cikkei korszerűek voltak, preferálta a természetes színjátszást, azonban szókimondó stílusával ellenségeket szerzett magának, emiatt nem érezhette a szakmai közeg egyöntetű támogatását. Főként az tette népszerűtlenné, hogy műkritikáiban hevesen támadta Petőfi Sándort. 
Drámaantológiát állított össze a pesti Magyar Színház javára (1839). Írt elbeszéléseket, regényt és néhány vígjátékot. Lefordította többek között Schiller Stuart Mária és Don Carlos című drámáit, valamint szintén első fordítója Shakespeare Athéni Timon című drámájának. Utóbbi bemutatóját már nem élhette meg, egy évvel halála után játszották először a Nemzeti Színházban.

## Származása, családja
Apja orvos volt, aki korán meghalt. Hazucha Ferenc kisgyerekként előbb a nagyváradi árvaházba került, majd nagybátyja pártfogásával Nagyszebenben nevelkedett, ugyanakkor nagybátyja szintén korán meghalt. Polgári származása ellenére így szegény sorsú gyermekként nevelkedett, ahonnan nagy nélkülözések árán küzdötte fel magát. Hányattatott gyermekkora felnőtt korában is lehangolttá, dacossá tette. Érdekesség, hogy Petőfi múzsájának, Mednyánszky Bertának unokatestvére, mivel Berta édesanyja "Hazucha-lány" volt. Felesége monoszlói Csekeő Piroska (1823–1896) volt, akitől egy fia érte meg a felnőttkort. Gyermekük, Hazucha Lajos (1851–1900) ügyvédi diplomával rendelkezett. Az író eredeti családi nevét az írói álnévként korábban is használt Kelmenfyre változtatta.

## Munkái
- Buda. Színművek zsebkönyve. (Pest, 1839.) A kötet három darabot tartalmaz:[4]

- Horváth Cyrill: Jolánta. Szomorújáték öt felvonásban.
- Szász Adolf: Phoebosz és Athene a földön. (Töredék.)
- [Kelmenfy László]: A művész. Színi költemény egy felvonásban Hazuchatol
- Korhely életnek szomorú a vége Buda, 1845. (Oktató elbeszélés a nép számára. A népkönyveket kiadó egyesület első díjával jutalmazott pályamű.)
- Beszélyek Két kötet. Pest, 1846. (Folyóiratokban megjelent novelláinak gyüjteménye.)
- Meghasonlott kedély Két kötet. Pest, 1846. (Regény.) – Németül: Der Zerfallene, ford. Dux Adolf. Pozsony, 1847. Két kötet.)
- Ezer év előtt. Marius Carthago romjain Pest, 1850. (Elbeszélések.)

### Cikkei
A Rajzolatokban (1835-36. humoreszkek és egyéb dolgozatok), a Közleményekben (1841. beszélyek, rajzok és esztétikai cikkek), a Literaturai Lapokban (1841. irodalmi cikkek és kritikák), a Regélő Pesti Divatlapban (1842. költemények, Az agg trombitás, Arszlán és tigris), az Életképekben (1843. Dorka kisasszony, Boldog és boldogtalan, beszélyek és költ., 1844. Egy font Pannonia gyertya, beszélyke, 1845. Fény és árnyoldalok, iránycikk, Szeszélyek és hűség, beszély, könyvismertetések, Vas Andor névvel, 1846. Szegény embert az ág is húzza c. iránycikke feltünést keltett, Szerencsés utat! humoreszk, Vásárfiak, Beszélgetés az ó és új év közt; különösen Vas Andor név alatt írt színi bírálatai tetszettek), a Pesti Divatlapban (1844. Elmefuttatások és Szószármaztatások Csákány Laci és Kakas Peti álnevek alatt, 1845. Mint agár a kútban, Egy hajdú értekezése a harangöntésről, Középút a legjobb, 1846. Új évi enyelgés, csak azért is!), az Aradi Vészlapokban (1844. Férj és feleség, beszély, töredék egy regényből), az Őrangyalban (1845-48. beszélyek), az Irodalmi Őrben (Életképek melléklapja 1846. Eötvös József báró A falu jegyzőjének bírálata), az ajándokban (1846. Páris patakja), a Szerelmey Miklós Magyar Hajdan és Most c. vállalatánál is közreműködött, a Pesti Naplóban (1850. 15. és köv. sz. ezer év előtt, ered. beszély), a Hölgyfutárban (1850. 29-37. sz. Carthago grátiái, róma furiai, tört. beszély), a Családi Lapokban (1855. Esau és Jákob, hátrahagyott beszélye) és a Honvédvilágban (II. 1868. A honvéd 1848-ban.)

### Színművei és fordítások
- Sirhölgy vagy Adolf Gusztáv Münchenben, drámai rajzolat 5 felv. egy előjátékkal Bardt után ford. kötött beszédben; előadatott Budán 1835. jan. 10., Debreczenben 1836. jan. 2. és ápr. 30.;
- Halley üstököse, vagy Budapest a jövő században, tüneményes vígjáték (bohózat) dalokkal két szakaszban, zenéje Szerdahelyitől; előadatott Pesten először 1839. márcz. 7. és 18.;
- Visegrádi kincskeresők, ered. bohózat 3 felv., zenéje Rózsavölgyi Márktól, először 1839. ápr. 16.;
- Stuart Mária, szomj. 5. felv. Schillertől, ford., először 1846. júl. 1.;
- Don Carlos Spanyolhon örököse, dr. költ. 5. felv. Schillertől, először 1846. máj. 19.;
- Mindenható lángész, eredeti vígj. 3 felv., először 1850. márcz. 14.;
- Atheni Timon, dr. 5 felv. Shakespeare után ford., először 1852. márcz. 27., április 15., aug. 27. és 1859. szept. 29. Pesten.
- Öcsém házasodjál, vígjáték és Mostoha atya, vígj. három felv. Raupach [Ernst Raupach] után.